# Anton Jacob Coucheron
Anton Jacob Coucheron (21. april 1682 på Bergenhus – 2. oktober 1736 på gården Vange i Viks Præstegæld) var en dansk-norsk officer.
Han hørte til en fransk adelig familie fra Holland, som allerede før 1660 var bosat i Norge, og var en søn af major Vilhelm Coucheron, der var en broder til Anthony Coucheron, og Blanceflor Sophie Due. Han blev 18 år gammel fændrik ved Hausmanns gevorbne Infanteriregiment og avancerede i dette, der fra 1703 blev kommanderet af Friedrich Christopher de Cicignon, til han blev premierløjtnant 1706. Allerede 2 år efter blev han kaptajn og kompagnichef ved Oplandske nationale Regiment og deltog nu med forskellige kompagnier af dette i Den Store Nordiske Krig i Norge. Han erhvervede sig et navn ved affæren i Krogskoven 15. april 1716, hvor han og hans soldater såvel som de bønder, der var under hans kommando, lagde stor tapperhed for dagen. På grund af det held, hvormed han her slog svenskerne tilbage, fik han karakter af major. Men var han i en ung alder avanceret hurtigt, gik det desto langsommere senere; thi først 1729 blev han oberst og chef for 1. Bergenhus' nationale Regiment. Han døde på gården Vange i Viks Præstegæld 2. oktober 1736.
Hans første hustru var Pernille f. Gammelgaard (1. januar 1693 – 20. juni 1726), datter af sognepræst Christen Gammelgaard og Boel Hammer. Året efter hendes død ægtede han Henriette Antoinette Lillienskiold (f. 1704), datter af oberstløjtnant Peder Montagne Lillienskiold og Abel Cathrine Hjort; hun døde 1783 som priorinde i Det Harboeske Enkefruekloster.